# Jack & Diane
Jack & Diane ist ein Lied von John Mellencamp – damals als John Cougar – aus dem Jahr 1982, das von ihm geschrieben wurde und auf dem Album American Fool erschien.

## Geschichte
Als Inspiration zum Text diente die Verfilmung Süßer Vogel Jugend aus dem Jahr 1962. Zur Aufnahme des Liedes sagte Mellencamp: „Jack & Diane war schrecklich aufzunehmen. Als ich die Gitarre spielte, klang’s großartig und dabei konnte ich nie in einer Band spielen. Deshalb wirkt die Anordnung so komisch. Stoppen und Starten, das wirkt nicht sehr musikalisch.“ Mellencamp erläuterte, dass das Klatschen im Lied ursprünglich nicht geplant war. Das Klatschen diente nur als Hilfestellung für das Tempo und sollte herausgeschnitten werden, dabei erkannte er, dass der Song ohne das „Klatschen“ keinen Takt hatte.
Die Aufnahmen fanden in den Criteria Studios Miami statt, für die Produktion waren Mellencamp und Don Gehman (auch Toningenieur des Liedes) verantwortlich. Weitere Gitarristen und Backgroundsänger waren Mick Ronson, Mike Wanchic und Larry Crane. Als Drummer war Kenny Aronoff, als Bassist wie Backgroundsänger Robert Frank und als Keyboarder Eric Rosser tätig.
1982 arbeitete Ronson mit Mellencamp als Gitarrist am American Fool-Album. In einem Interview im Classic Rock erzählte Mellencamp:

„Mick half mir (auch) beim Arrangieren der Instrumentierung des Liedes, als ich es aufgab. Ronson kam und spielte drei oder vier Tracks und arbeitete für vier oder fünf Wochen am American Fool-Album. Plötzlich, zu Jack & Diane sagte Mick: ‚Johnny, du solltest dort Babyrasseln einsetzen.‘ Ich dachte ‚Wie zum Teufel setzt man in Liedern Babyrasseln ein?‘ So legte er den Schlag dort und sang ‚let it rock, let it roll‘ nach Art eines Refrains, den ich nie hatte. Und an dieses Stück des Liedes erinnert sich jeder. Es war Ronsons Idee.“

Die Veröffentlichung war am 23. Juli 1982. In den Vereinigten Staaten und Kanada wurde der Rocksong ein Nummer-eins-Hit. In der von der RIAA erstellten Liste Songs of the Century erreichte Jack & Diane Platz 287.

## Musikvideo
Die Regie des Musikvideos übernahm Bruce Gowers. Die Motorrad-Szene und die weiteren draußen gedrehten Szenen wurden nördlich von Lake Monroe, nahe Bloomington, Indiana gedreht.

## Kommerzieller Erfolg

### Chartplatzierungen
| ChartsChartplatzierungen       | Höchstplatzierung | Wochen |
| ------------------------------ | ----------------- | ------ |
| Vereinigte Staaten (Billboard) | 1 (22 Wo.)        | 22     |
| Vereinigtes Königreich (OCC)   | 25 (8 Wo.)        | 8      |

| ChartsJahrescharts (1982)      | Platzierung |
| ------------------------------ | ----------- |
| Vereinigte Staaten (Billboard) | 7           |

### Auszeichnungen für Musikverkäufe
| Land/Region               | Auszeichnungen für Musikverkäufe (Land/Region, Auszeichnung, Verkäufe) | Verkäufe  |
| ------------------------- | ---------------------------------------------------------------------- | --------- |
| Kanada (MC)               | Platin                                                                 | 100.000   |
| Neuseeland (RMNZ)         | 3× Platin                                                              | 90.000    |
| Vereinigte Staaten (RIAA) | Gold                                                                   | 1.000.000 |
| Insgesamt                 | 1× Gold · 4× Platin ·                                                  | 1.190.000 |

## Coverversionen
- 1983: Weird Al Yankovic (Buckingham Blues)
- 1992: Steve Miller Band
- 2000: Jessica Simpson (I Think I’m in Love with You)